# Eliza Coupeová
Eliza Kate Coupeová (* 6. dubna 1981 Plymouth, New Hampshire) je americká herečka. Je známá svými rolemi v seriálech Šťastní až do smrti, Scrubs: Doktůrci a Quantico.
Má francouzské, anglické a skotské předky. Herectví se věnovala již na střední škole, je absolventkou California Institute of the Arts a improvizační školy The Groundlings. V roce 2003 podnikla turné po Francii s ženskou verzí Krále Leara. V roce 2006 získala cenu na US Comedy Arts Festival v Aspenu. Jejím prvním celovečerním filmem byla v roce 2007 Moje žena a jiné katastrofy. Od roku 2017 hraje v komediálním seriálu Future Man.
Jejím prvním manželem byl loutkář Randall Whittinghill (2007–2013) a druhým manželem podnikatel Darin Olien (2014–2018).

## Filmografie
| Rok  | Film                                 | Role                 | Poznámky   |
| ---- | ------------------------------------ | -------------------- | ---------- |
| 2006 | The Day the World Saved Shane Sawyer | Allison              | Short film |
| 2007 | Moje žena a jiné katastrofy          | Lisa                 |            |
| 2010 | Somewhere                            | Hotel Room Neighbour |            |
| 2011 | What's Your Number?                  | Sheila               |            |
| 2012 | Shanghai Calling                     | Amanda               |            |
| 2013 | Zprávař 2 – Legenda pokračuje        | Sea World Trainer    |            |
| 2014 | The Last Time You Had Fun            | Ida                  |            |
| 2015 | It's Us                              | Joe                  |            |
| 2017 | The 4th                              | Stacy                |            |
| 2017 | Naked                                | Vicky                |            |
| 2018 | Making Babies                        | Karen Kelley         |            |
| 2020 | The Estate                           | Lux                  |            |

| Rok          | Název                                | Role                        | Poznámky                                                        |
| ------------ | ------------------------------------ | --------------------------- | --------------------------------------------------------------- |
| 2007         | Nick Cannon Presents: Short Circuitz | Various                     | epizoda #1.3                                                    |
| 2007         | Flight of the Conchords              | Lisa                        | epizoda „Girlfriends“                                           |
| 2008         | Unhitched                            | Julia                       | epizoda „Pilot“                                                 |
| 2008         | 12 Miles of Bad Road                 | Gaylor Shakespeare          | 6 epizod                                                        |
| 2008         | Samantha Who?                        | Willow                      | 2 epizody                                                       |
| 2009         | Royal Pains                          | Katie                       | epizoda „Crazy Love“                                            |
| 2009–10      | Scrubs: Doktůrci                     | Denise Mahoney              | opakující se role (8. série); hlavní role (9. série); 24 epizod |
| 2011         | Zpátky do školy                      | Special Agent Robin Vohlers | epizoda „Intro to Political Science“                            |
| 2011–13      | Happy Endings                        | Jane Kerkovich-Williams     | hlavní role; 57 epizod                                          |
| 2012         | Happy Endings: Happy Rides           | Jane Kerkovich-Williams     | webový seriál                                                   |
| 2013         | The Millers                          | Janice                      | 2 epizody                                                       |
| 2014         | House of Lies                        | Marissa McClintock          | 4 epizody                                                       |
| 2014         | Benched                              | Nina Whitley                | hlavní role; 12 epizod                                          |
| 2015         | Casual                               | Emmy                        | 5 epizod                                                        |
| 2015         | Superstore                           | Cynthia                     | 1 epizoda                                                       |
| 2015–2016    | The Mindy Project                    | Chelsea                     | 4 epizody                                                       |
| 2015–2018    | Quantico                             | Hannah Wyland               | opakující se role                                               |
| 2016         | Wrecked                              | Rosa                        | 2 epizody                                                       |
| 2017–2020    | Future Man                           | Tiger                       | hlavní role                                                     |
| od roku 2018 | Rob Riggle's Ski Master Academy      | Preggers                    | hlavní role                                                     |
| 2018         | Angie Tribeca                        | Dr. Autumn Portugal         | epizoda „The Force Wakes Up“                                    |
| 2019         | Veronica Mars                        | Karsyn                      | epizoda „Spring Break Forever“                                  |
| 2019         | Stumptown                            | Guest Star                  | epizoda „November Surprises“                                    |
| 2019         | Sherman's Showcase                   | Guest Star                  | epizoda „White Music“                                           |
| 2021         | Kačeří příběhy                       | Molly Cunningham (voice)    | Episode: "The Lost Cargo of Kit Cloudkicker"                    |
| TBA          | Pivoting                             | Amy                         | hlavní role                                                     |
| 2021         | Green Eggs and Ham                   | TBA (Voice)                 | epizoda TBA                                                     |